# Tuula Teeri
Tuula Teeri, född 1957 i Esbo, är en finländsk molekylärbiolog.
Teeri doktorerade i molekylärgenetik vid Helsingfors universitet och har varit verksam vid det finländska forskningsinstitutet VTT. 1996 tillträdde hon en gästprofessur vid Kungliga Tekniska högskolan, där hon 1998 utsågs till professor i träbioteknik, och senare även till prorektor vid KTH. Hon har forskat kring tunna trämaterial framställda genom enzymer. 1 april 2009 tillträdde Teeri posten som rektor för Aalto-universitetet med ett femårigt förordnande. I november 2017 lämnade hon den tjänsten och tillträdde som VD vid Kungliga Ingenjörsvetenskapsakademien (IVA).
Teeri invaldes 2004 som ledamot av Kungliga Vetenskapsakademien och blev 2006 ledamot av Kungliga Ingenjörsvetenskapsakademien. Hon är även ledamot av Svenska Tekniska Vetenskapsakademin i Finland och i Academic Research Council i Singapore.  Vidare är hon ordförande i CLUSTER, som är ett nätverk av tekniska universitet i Europa.